# Walter von Bonhorst
Walter von Bonhorst (Francoforte sul Meno, 21 ottobre 1904 – Schweinfurt, 21 maggio 1978) è stato un montatore tedesco che iniziò a lavorare per il cinema come assistente alla fotografia.
Diventato montatore, dal 1939 lavorò per la Tobis e, quindi, per la UFA.

## Filmografia
- De witte, regia di Jan Vanderheyden (1934)
- Viktoria, regia di Carl Hoffmann (1935)
- Durch die Wüste, regia di J.A. Hübler-Kahla (1936)
- Maria, die Magd, regia di Veit Harlan (1936)
- La sonata a Kreutzer (Kreutzersonate), regia di Veit Harlan (1937)
- Non promettermi nulla (Versprich mir nichts!), regia di Wolfgang Liebeneiner (1937)
- Tu ed io (Du und ich), regia di Wolfgang Liebeneiner (1938)
- Yvette, regia di Wolfgang Liebeneiner (1938)[1]
- Turbine di passione (Ich verweigere die Aussage), regia di Otto Linnekogel (1939)
- Renate im Quartett, regia di Paul Verhoeven (1939)
- L'ultima avventura (Nanette), regia di Erich Engel (1940)
- Conflitto tragico (Der Weg zu Isabel), regia di Erich Engel (1940)
- Bismarck, regia di Wolfgang Liebeneiner (1940)
- Io accuso (Ich klage an), regia di Wolfgang Liebeneiner (1941)
- I due in una grande città (Zwei in einer großen Stadt), regia di Volker von Collande (1942)
- Das Bad auf der Tenne, regia di Volker von Collande (1943)
- Ein schöner Tag, regia di Philipp Lothar Mayring (1944)
- Herr Sanders lebt gefährlich, regia di Robert A. Stemmle (1944)
- Fahrt ins Glück, regia di Erich Engel (1948)
- Liebe '47, regia di Wolfgang Liebeneiner (1949)
- Meine Nichte Susanne, regia di Wolfgang Liebeneiner (1950)
- Die Frau von gestern Nacht, regia di Arthur Maria Rabenalt (1950)
- Melodie des Schicksals, regia di Hans Schweikart (1950)
- Erzieherin gesucht, regia di Ulrich Erfurth (1950)
- Es begann um Mitternacht, regia di Peter Paul Brauer (1951)
- Stips, regia di Carl Froelich (1951)
- Pension Schöller, regia di Georg Jacoby (1952)
- Tu sei la rosa del lago di Wörth (Du bist die Rose vom Wörthersee), regia di Hubert Marischka (1952)
- Maske in Blau, regia di Georg Jacoby (1953)
- Die geschiedene Frau, regia di Georg Jacoby (1953)
- Der Vetter aus Dingsda
- Macumba, jungla infuocata, regia di Franz Eichhorn, Hans Hinrich (1954)
- Berlino-Tokyo: Operazione spionaggio (Verrat an Deutschland), regia di Veit Harlan (1955)
- Ich war ein häßliches Mädchen, regia di Wolfgang Liebeneiner (1955)
- Studentin Helene Willfüer, regia di Rudolf Jugert (1956)
- Hochzeit auf Immenhof, regia di Volker von Collande (1956)
- Liana, la figlia della foresta (Liane, das Mädchen aus dem Urwald), regia di Eduard von Borsody (1956)
- Geliebte Corinna, regia di Eduard von Borsody (1956)
- Boevenprinses, regia di Edith Kiel (1956)
- Das Glück liegt auf der Straße, regia di Franz Antel (1957)
- Die grosse Chance, regia di Hans Quest (1957)
- Warum sind sie gegen uns?, regia di Bernhard Wicki (1958)
- Polikuska, regia di Carmine Gallone (1958)
- Majestät auf Abwegen, regia di Robert A. Stemmle (1958)
- Wenn die Conny mit dem Peter, regia di Fritz Umgelter (1958)
- I forzati del piacere (Paradies der Matrosen), regia di Harald Reinl (1959)
- Wir Kellerkinder, regia di Wolfgang Bellenbaum (1960)
- Il vendicatore misterioso (Der Rächer), regia di Karl Anton (1960)
- Willy, der Privatdetektiv, regia di Rudolf Schündler (1960)
- Perché la donna è debole (Denn das Weib ist schwach), regia di Wolfgang Glück (1961)
- Ich kann nicht länger schweigen, regia di Wolfgang Bellenbaum (1962)
- Es war mir ein Vergnügen, regia di Imo Moszkowicz (1963)
- Das Blaue vom Himmel, regia di Wolfgang Schleif - film tv (1964)
- Feldwebel Schmid - film tv
- Unser Pauker - serie tv
- Unter den Dächern von St. Pauli, regia di Alfred Weidenmann (1970)
- Was ist denn bloß mit Willi los?, regia di Werner Jacobs (1970)